# Ilan Zaoui
Ilan Zaoui est un chorégraphe franco-israélien né en Algérie, principalement connu pour sa collaboration avec le cinéaste Gérard Oury.

## Biographie
Né en Algérie, il arrive avec sa famille en France métropolitaine à l’âge de trois ans. Membre de la Jeune garde sioniste, il immigre en Israël à l’âge de dix-sept ans et intègre un kibboutz comme le préconise la Jeune garde. Après avoir combattu lors de la Guerre des Six Jours dans les rangs de la Brigade des parachutistes, il retourne en France et assume la fonction de chorégraphe de la compagnie Kol Aviv fondée par Jean-Henri Blumen, développant des chorégraphies imprégnées de culture traditionnelle juive. 
Les troupes de danse d'inspiration hassidique et israélienne, dansant sur une musique klezmer, sont alors rares en France. Ce travail chorégraphique retient l’attention de Louis de Funès, Gérard Oury, Michèle Morgan (compagne de Gérard Oury), et Danièle Thompson, lorsqu'ils le découvrent durant la préparation du film Les Aventures de Rabbi Jacob, dans les locaux de la Fédération des sociétés juives de France. Philippe Gumplowicz, qui est alors membre de la troupe Kol Aviv et en dirige ce jour-là l'orchestre, explique : « Nous n’étions pas forcément les meilleurs, mais nous étions les seuls ». Après maintes modifications, une des danses de cette troupe est insérée dans le film et devient la danse hassidique des Aventures de Rabbi Jacob (sorti en 1973). Zaoui enseigne lui-même la chorégraphie à Louis de Funès,,.
Le succès du film encourage Zaoui à monter une nouvelle troupe en 1978 avec ses frères ; appelée Adama, elle produit divers spectacles dont Le Sel et le Miel, La Traversée co-écrit avec Hélène Darche ou Kibboutz. Il poursuit également sa collaboration avec Gérard Oury, assurant les chorégraphies de L'As des as puis de Lévy et Goliath, collaborant également avec Alexandre Arcady pour Le Grand Pardon et jouant occasionnellement des rôles de figuration.
Partageant son temps entre la France et Israël, il est le père de Raphaël Faget-Zaoui, chanteur du groupe Therapie Taxi.

## Filmographie
Chorégraphe
- 2005 : Le monde est un grand Chelm
- 1987 : Lévy et Goliath
- 1982 : L'As des as
- 1982 : Le Grand Pardon
- 1973 : Les Aventures de Rabbi Jacob

Acteur
- 2004 : Mariage mixte  : chanteur et musicien
- 1992 : Le Grand Pardon 2 : chanteur
- 1991 : Pour Sacha : musicien
- 1989 : L'Union sacrée : un homme armé
- 1987 : Dernier été à Tanger : le guitariste espagnol